# Faysal Dağlı
Faysal Dağlı (* 4. Januar 1966 in Silvan, Türkei) ist ein kurdischer Journalist und Schriftsteller.

## Leben
Faysal Dağlı wurde in der Provinz Diyarbakır geboren. Im jungen Alter fing Dağlı an für Zeitungen und Zeitschriften zu schreiben. Er studierte Literatur und Turkologie an der Tigris-Universität von Diyarbakır. Anfang des Jahres 1994 ließ er sich in Deutschland nieder.
Seit 1996 beschäftigt er sich mit Dokumentarfilmen, die sich mit geschichtlichen Hintergründen Kurdistans befassen. Des Weiteren war er eine Zeit lang als Drehbuchautor für eine Serie tätig. Bislang schrieb er sieben Bücher. Drei der Werke verfasste er auf Türkisch und die anderen auf Kurdisch.
Von Mitte 2009 bis Anfang 2010 war Faysal Dağlı zeitweise Chefredakteur der kurdische Wochenzeitung „Rûdaw“ und bis Juni 2010 der kurdischen Ausgabe der Le Monde Diplomatique.

## Bücher
- 1994: Birakujî. (Der kurdische Bürgerkrieg)
- 1996: Ateşten Portreler. (Porträts aus Feuer)
- 2001: Nameya Dîjle.
- 2003: Welatê Me. (Unsere Heimat)
- 2005: Bircên Bêdengiyê. (Die stillen Türme)

## Filmografie
- 2005: Durchs wilde Kurdistan (Dokumentation)